# Проточна цитометрія

Схема устатковання для проточної цитометрії

Протокова цитометрія — метод рахування, аналізування та сортування мікроскопічних частинок (найчастіше, клітин) завислих у потоці рідини. Метод уможливлює рівночасно багатопараметрично аналізувати фізичні або хімічні характеристики окремих частинок / клітин, за допомогою оптичних й електричних методів.
Під час застосування цього методу клітини спочатку гідрофокусують для проходження їх поодиниці. Далі їх опромінюють лазером. Для рахування клітин застосовують сигнали світлорозсіювання та флюоресценції від кожної окремої з них.